# Геча
Ге́ча (угор. Mezőgecse) — село в Берегівській громаді Берегівського району Закарпатської області України, заселене переважно етнічними угорцями.

## Герб
У лазуровому щиті на зеленій землі зелене дерево із золотим стовбуром, що супроводжується справа срібним лемешом, а зліва - срібною косою.

## Історія
Перше поселення відноситься до епохи короля Арпада.  Перші письмові згадки про село – у 1232 році. На початку XIV-го століття власник села є родина Гечеі. Ім'я  Гечеі згадується в  дарчому листі короля Угорщині Матяша 1464 року. Протягом століть основними землевласниками були сім'ї Тівадар, Кішфалуді, Переш, Бай, Вашш, Беньеі. На початку XVIII століття більша частина  маєтків переходить у власність дворянської сім'ї Кайді. 
Про 1870 роки Тівадар Легоцкі, відомий наш краєзнавець так пише, що чисельність відомих дубів цього краю значно зменшилась у зв’язку з тим, що вони стали прибутком для жителів краю. Легоцкі пише і про те, що між селом Геча і Чома на полі у 1874 році знайшли знаряддя праці і могильник, що підтверджує: угорці оселились і жили саме тут.

## Присілки
Цибик
Цибик - колишнє село в Україні, в Закарпатській області.
Обєднане з селом Геча
Згадки:  1299: Cybek, Cybik, Cibyk, 1366: Cibikfölde, 1427: pr. Chybik.

## Фестивалі
Село відоме своїм щорічним фестивалем ґентешів (різників свиней - угорськ.). Проводиться взимку або ранньої весни. Основою фестивалю є змагання кулінарів (із навколишніх сіл та запрошених із Угорщини) у виготовленні страв із свіжої свинини.
Влітку в Гечі проводиться фестиваль слив, основою якого є змагання у варінні найкращого леквару (сливового повидла), а також дегустація страв із сливами та спиртних напоїв (слив'янок).

## Пам'ятки

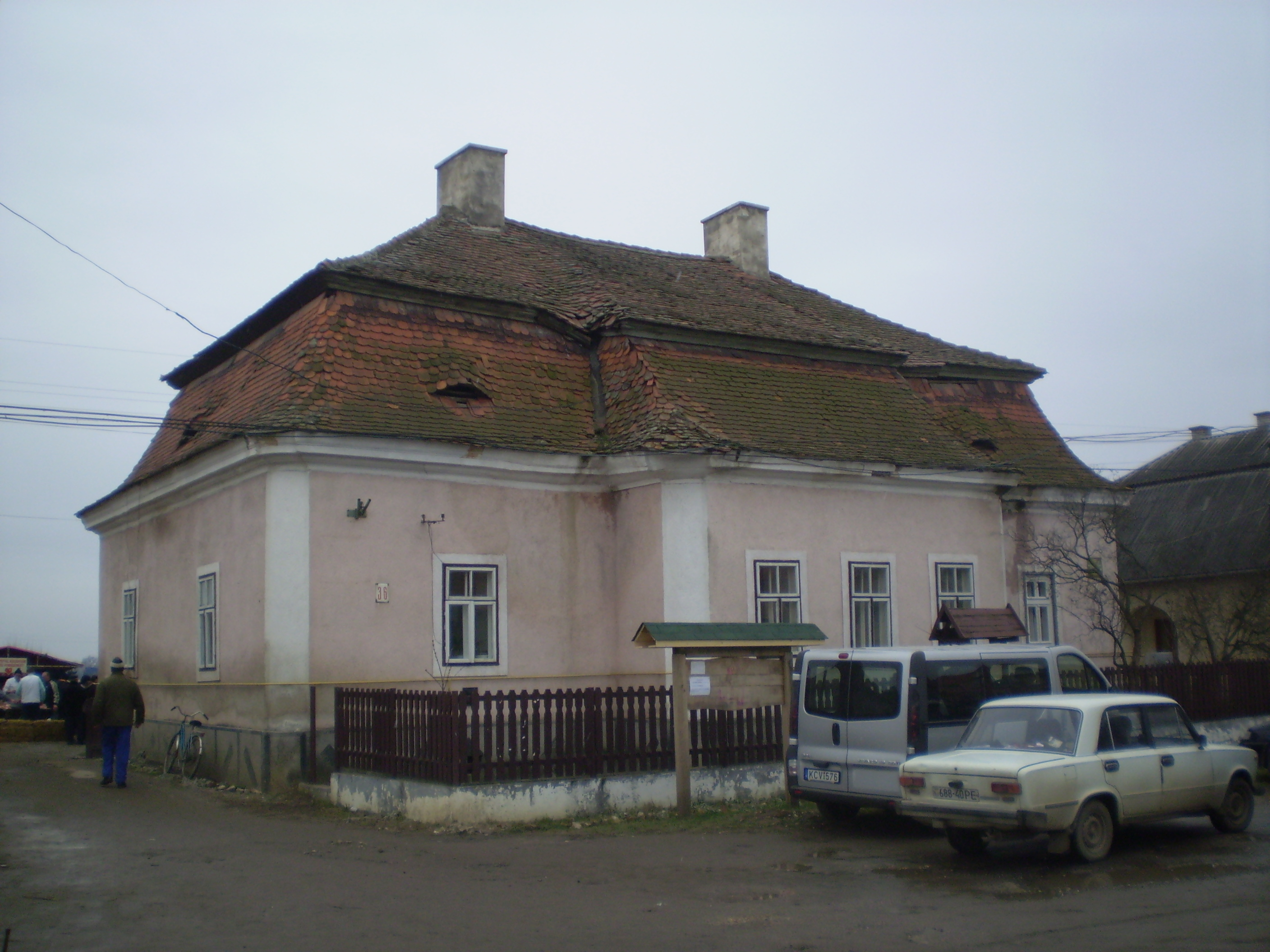
Садиба сім'ї Койді, 1804 р.

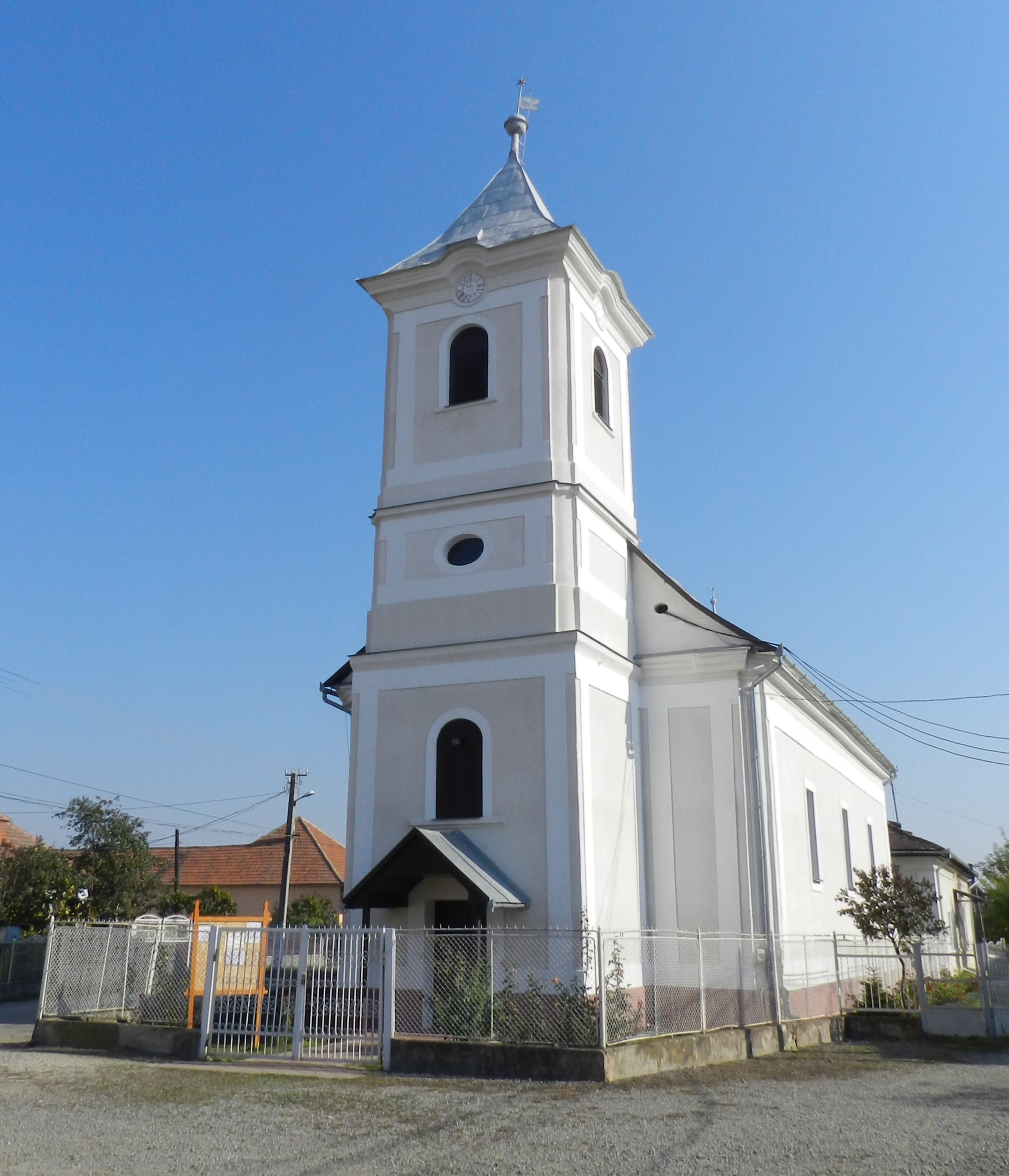
Реформатська церква в с. Геча, 1805 р.

Сільська рада Гечі міститься в будівлі 1804 року, яка була садибою сім'ї Койді (Kajdy). В 2012 р. був здійснений ремонт будівлі, зокрема, замінена покрівля даху. Треба відмітити, що даний ремонт був рідкісним виключенням, коли зовнішній вигляд черепичного покриття практично не змінився. Стара, вкрай зношена черепиця, була замінена на нову, візуально аналогічну старій.  
На задньому дворі садиби є практично зруйнований фамільний гробівець.

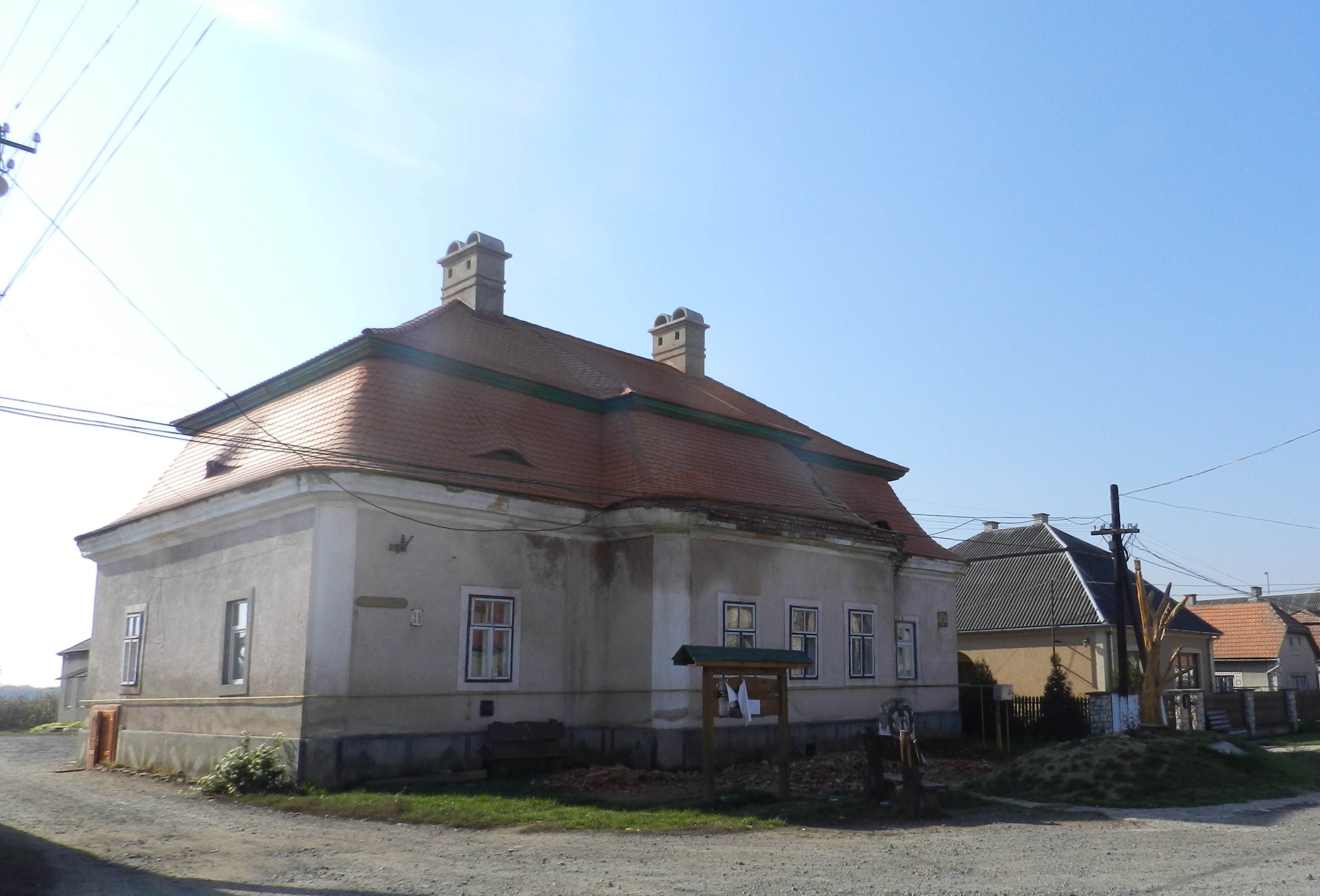
Садиба сім'ї Койді, 1804 р, після ремонту 2012 р.

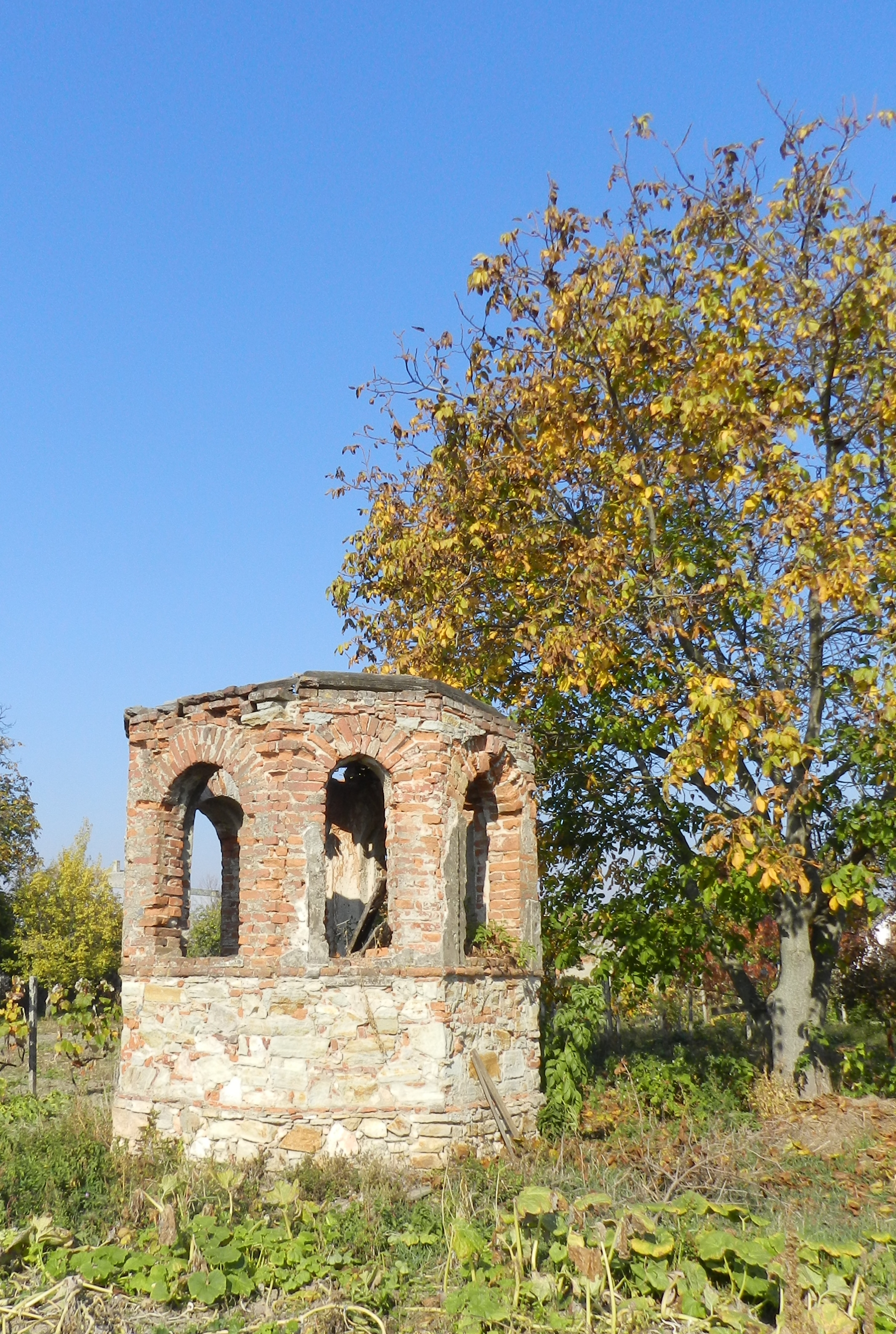
Гробівець родини Койді

В  1805 році для реформатської громади села коштом Лайоша Кайді та його дружини Лудані Бай Терези був побудований кам’яний храм, замість колишньої дерев’яної церкви. Тоді ж поруч був побудований кам’яний будинок для священика. Нині в ньому розмістилось одне з двох приміщень місцевої школи.
Церква Різдва пр. богородиці. 1944. 
Невелика базилічна церква збудована з вальків. У 1991 р. церкву повернули греко-католикам. о.
За допомоги сервісу Google Maps поблизу села виявлено величезну фігуру у формі шестикутної зірки (гексаграми) - це колишня військова частина ( зенітно-ракетний дивізіон с-75)

## Туристичні місця
- на полі у 1874 році знайшли знаряддя праці і могильник
-  садиба сім'ї Койді 
- фамільний склеп
- За допомоги сервісу Google Maps поблизу села виявлено величезну фігуру у формі шестикутної зірки (гексаграми) - це колишня військова частина ( зенітно-ракетний дивізіон с-75)
- В 1805 році для реформатської громади села коштом Лайоша Кайді та його дружини Лудані Бай Терези був побудований кам’яний храм 